# 黃大洲
黃大洲（1936年2月7日—），中華民國政治人物，臺灣臺南市善化區人，中國國民黨籍。省立臺南一中、國立臺灣大學畢業，與前總統李登輝有師生之誼，在1971年獲得美國康乃爾大學農經學博士。其仕途屢經李登輝提拔，先後出任臺灣省政府秘書長、臺北市政府秘書長等職。1990年5月代理臺北市市長，當年10月經台北市議會同意後正式出任市長。是到目前為止最後一位官派直轄臺北市市長。
1994年代表國民黨競選（直轄市首任民選）臺北市市長落敗。其後，歷經行政院研究發展考核委員會主任委員、行政院政務委員、中華奧會主席等要職。卸任奧會主席後，返鄉重拾農經學專長，於台南市善化區經營草莓園，並試驗「高架草莓栽培法」培育成功，使得草苺可以生長在架上，不必彎腰拾採，另外亦於稻江科技暨管理學院擔任教授。

## 生平

### 早年
黃大洲先生1936（民國25年）年出生於臺南，就讀臺灣大學時，指導教授是李登輝，國立臺灣大學畢業後，1964年獲亞洲基金會獎學金，隨後至美國康乃爾大學修讀哲學碩士。1966年返國後，受聘於國立臺灣大學擔任農業推廣學系。1968年第二次出國，入康乃爾大學，攻讀博士學位。1971年獲康乃爾大學農經學博士學位，回臺大農推系，為副教授。

### 投入公職
1979年8月1日，經當時之台北市長李登輝之提拔，出任市長「機要顧問」兼「研考會執行秘書」。1981年12月5日，李登輝升任台灣省主席，轉任省府副秘書長。1984年，重回台大擔任教授並兼總務長。1987出任市府秘書長。
1990年6月1日，時任官派台北市長的吳伯雄獲新任行政院院長郝伯村之邀入閣擔任政務委員；黃大洲以市府秘書長身份代理台北市長。

### 擔任官派台北市長
1990年8月8日，經建會委員會同意台北市政府所提基隆河截彎取直案﹝基隆河中山橋至成美橋段﹞。1990年10月13日，台北市議會以37票同意黃大洲正式出任市長。1993年3月23日，台北市議會行使市長同意權記名投票，以34票同意續任台北市長。
官派台北市長任內主要政績如下：
- 規劃施工臺北市捷運
- 臺北市立圖書館新總館啟用。
- 國際學舍拆除、大安森林公園完工。
- 中華商場拆除，重建中華路。
- 內湖區「垃圾焚化廠能源利用中心」啟用。
- 新生假日書市揭幕。
- 天文臺天文科學館動工。
- 基隆河整治工程金泰段河槽通水啟用。
- 臺北市市政大樓啟用。
- 山豬窟垃圾掩埋場開放使用。

### 參選首任民選台北市長
1994年，他被中國國民黨提名推薦參選首屆民選台北市長，提出「我是臺灣人，也是中國人」、「不要在狹隘的省籍情節上打轉」。結果因在國民黨和新黨分薄票源的情況下，落敗於在野民主進步黨候選人、立法委員陳水扁。
| 號次 | 政黨 | 政黨       | 候選人 | 得票    | 得票    | 得票 |
| ---- | ---- | ---------- | ------ | ------- | ------- | ---- |
| 號次 | 政黨 | 政黨       | 候選人 | 票數    | 得票率  | 標記 |
| 1    |      | 無黨籍     | 紀榮治 | 3,941   | 0.28%   |      |
| 2    |      | 新黨       | 趙少康 | 424,905 | 30.17 % |      |
| 3    |      | 民主進步黨 | 陳水扁 | 615,090 | 43.67%  |      |
| 4    |      | 中國國民黨 | 黃大洲 | 364,618 | 25.89%  |      |

### 後續職務
1996出任行政院研究發展考核委員會主任委員。1997出任行政院政務委員。

## 家庭
其妻林文英，為林伯奏與連夏甸（連橫之女，連震東之長姐）之女，作家林文月之妹。於1967年結婚。

## 著作
- 《一座公園的誕生：大安森林公園紀事》：中視文化公司1997年8月初版，ISBN 957-9276-09-9
- 《更新：中華路的重建》：正中書局2001年7月出版，ISBN 957-09-1375-4
- 《改造：基隆河截彎取直紀實》：正中書局2001年7月出版，ISBN 957-09-1374-6
- 《感恩的憶述：黃大洲的人生傳奇》：時報文化2020年2月出版，ISBN 978-9571384566
- 《李登輝總統僚屬故舊訪談錄（上冊）》：國史館2023年6月出版，ISBN 978-6267269336

## 外部連結
- 黃大洲在台灣棒球維基館上的頁面（繁體中文）

| 中華民國政府職務                   | 中華民國政府職務                                               | 中華民國政府職務               |
| ---------------------------------- | -------------------------------------------------------------- | ------------------------------ |
| 台北市政府                         |                                                                |                                |
| 前任： 吳伯雄                      | 台北市市長 行政院官派第九任 1990年6月2日－1994年12月25日       | 繼任： 陳水扁 （開放市民直選） |
| 行政院                             |                                                                |                                |
| 前任： 王仁宏                      | 研究發展考核委員會主任委員 第八任 1996年6月10日－1997年8月31日 | 繼任： 楊朝祥                  |
| 體育角色                           |                                                                |                                |
| 中華職業棒球大聯盟                 |                                                                |                                |
| 前任： 楊天發（代理） 正任：陳重光 | 中華職業棒球大聯盟會長 第四任 1998年7月22日－2002年3月7日      | 繼任： 陳河東                  |